# James Walter Wall

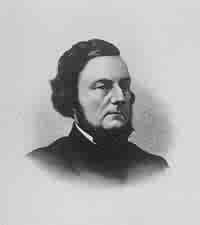
James Walter Wall

James Walter Wall, född 26 maj 1820 i Trenton, New Jersey, död 9 juni 1872 i Elizabeth, New Jersey, var en amerikansk demokratisk politiker. Han representerade delstaten New Jersey i USA:s senat från januari till mars 1863. Han var son till Garret D. Wall som var senator för New Jersey 1835-1841.
Wall utexaminerades 1838 från College of New Jersey (numera Princeton University). Han studerade sedan juridik och inledde 1841 sin karriär som advokat i Trenton. Han flyttade 1847 till Burlington. Han var 1850 borgmästare i Burlington. Han tackade 1850 nej till att kandidera till USA:s kongress. Fyra år senare kandiderade han utan framgång till representanthuset.
Wall efterträdde Richard Stockton Field som senator för New Jersey i januari 1863. Han kandiderade till omval men förlorade mot William Wright som efterträdde honom redan i mars 1863.
Walls grav finns på Saint Marys Episcopal Churchyard i Burlington.